# Obertura Durkin
L'obertura Durkin, també coneguda com a atac Durkin, és una obertura d'escacs molt rarament jugada que comença amb el moviment:
1.Ca3
Aquest desenvolupament estrany del cavall de dama fa poc per utilitzar l'avantatge del primer moviment. Des d'a3 el cavall no influeix al centre ni adquireix massa activitat. És probable que les blanques moguin aquest cavall una altra vegada aviat, potser jugant c4 i després recapturant a c4 (p. ex. 1...d5 2. c4 dxc4 3. Cxc4) o jugant Cc2. Si aquest fos el pla de les blanques, seria millor jugar c4 al primer moviment (l'obertura anglesa). Com a tal, el factor que és probablement més valuós de la Durkin és que és una manera d'evitar preparacions d'obertura.
L'obertura rep aquest nom en honor de Robert Durkin (1923-?), un jugador d'escacs de Nova Jersey. De vegades és anomenat, en anglès, "atac sodi", ja que en notació algebraica anglesa 1. Ca3, s'escriu 1.Na3, i Na és el símbol químic per l'element sodi.

## Variants amb nom propi
L'obertura Durkin té unes quantes variants amb nom propi. El gambit Durkin es caracteritza per 1... e5 2. Cc4 Cc6 3. e4 f5.
La variant Celadon continua amb 1... e5 2. d3 Axa3 3. bxa3 d5 4. e3 c5 5. Tb1.